# Prealpes de Niza
Los Prealpes de Niza (en italiano, Prealpi de Nizza) son un grupo montañoso perteneciente a los Alpes Marítimos y prealpes de Niza. La cima principal es la Cime de Roccasiera que alcanza los 1.501 m s. n. m. Se encuentran en el departamento francés de los Alpes-Marítimos, en el Principado de Mónaco y en la regiones italianas de Liguria (provincia de Imperia). Toma el nombre de la ciudad de Niza, en torno a la cual se alzan.

## Clasificación
Según la Partición de los Alpes del año 1926, los Prealpes de Niza pertenecían a los Alpes Marítimos. Según la SOIUSA, los Prealpes de Niza constituyen, junto con los Alpes Marítimos, la sección 2 de los Alpes occidentales llamada Alpes Marítimos y prealpes de Niza. En el detalle la clasificación SOIUSA de los Prealpes de Niza es la siguiente:
- Gran parte = Alpes occidentales
- Gran sector = Alpes del sudoeste
- Sección = Alpes Marítimos y prealpes de Niza
- Subsección = Prealpes de Niza
- Código = I/A-2.II

## Delimitación
Los Prealpes de Niza se encuentran entre el río Var al oeste, el río Roya al este, y los Alpes Marítimos al norte. Girando en el sentido de las agujas del reloj los límites geográficos son: Baisse de la Cabanette, torrente Bevera, río Roya, mar Mediterráneo, río Var, río Vésubie, Baisse de la Cabanette.

## Subdivisión
Los Prealpes de Niza se subdividen en un supergrupo y dos grupos:
- Cadena Rocaillon-Grand Braus (A)
  - Cadena Rocaillon-Roccassièra-Férion (A.1)
  - Cadena Grand Braus-Razet-Grandmont (A.2)

## Cimas principales
Las montañas principales pertenecientes a los Prealpes de Niza son:
- Cime de Roccasiera - 1.501 m
- Monte Férion - 1.413 m
- Monte Grammondo - 1.378 m
- Cime de Grand Braus - 1.330 m
- Monte Razet - 1.281 m
- Monte Meras - 1.243 m
- Mont Agel - 1.148 m
- Cima Longoira - 1.131 m.

## Galería

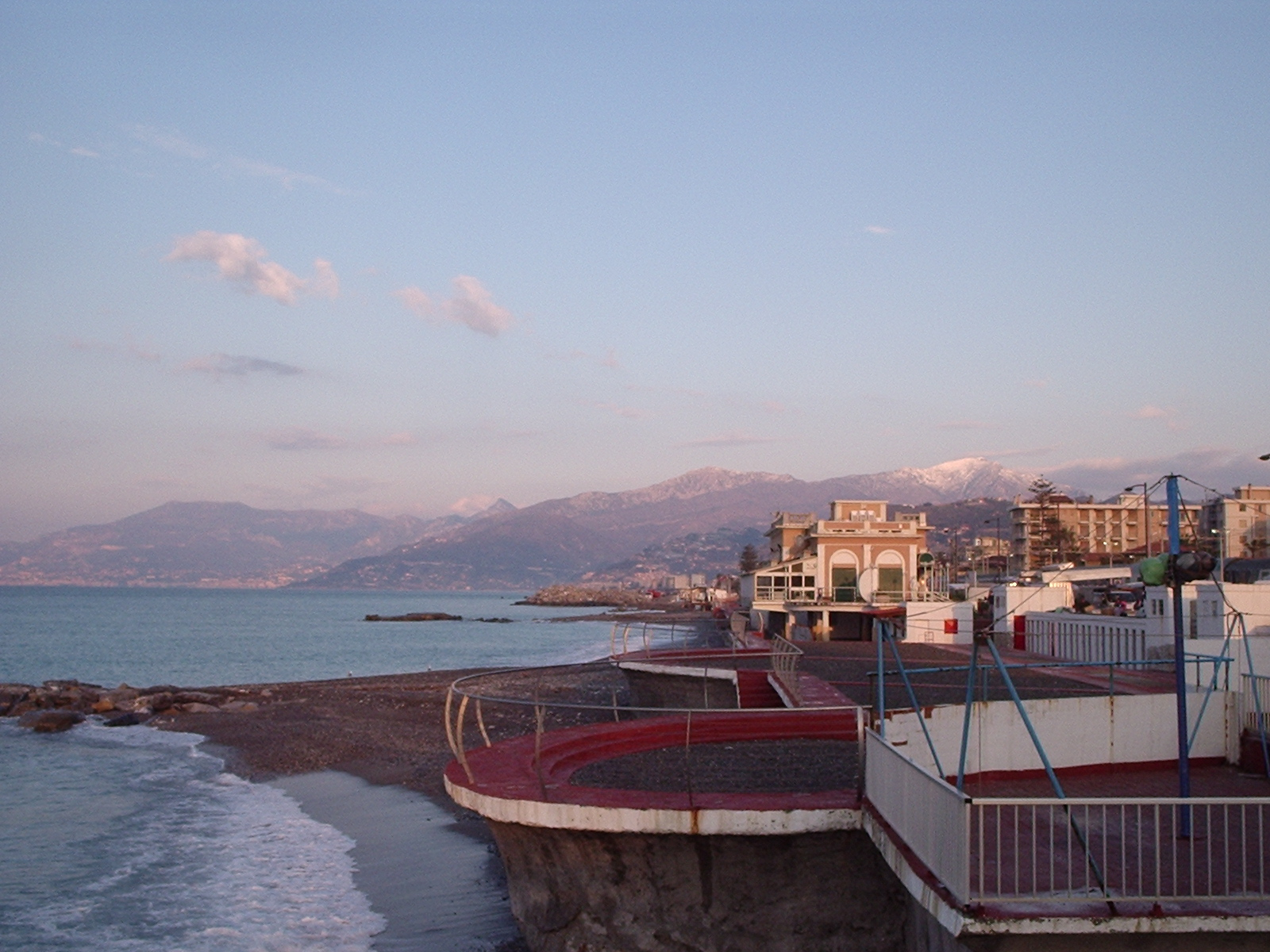
El monte Grammondo nevado visto desde Bordighera
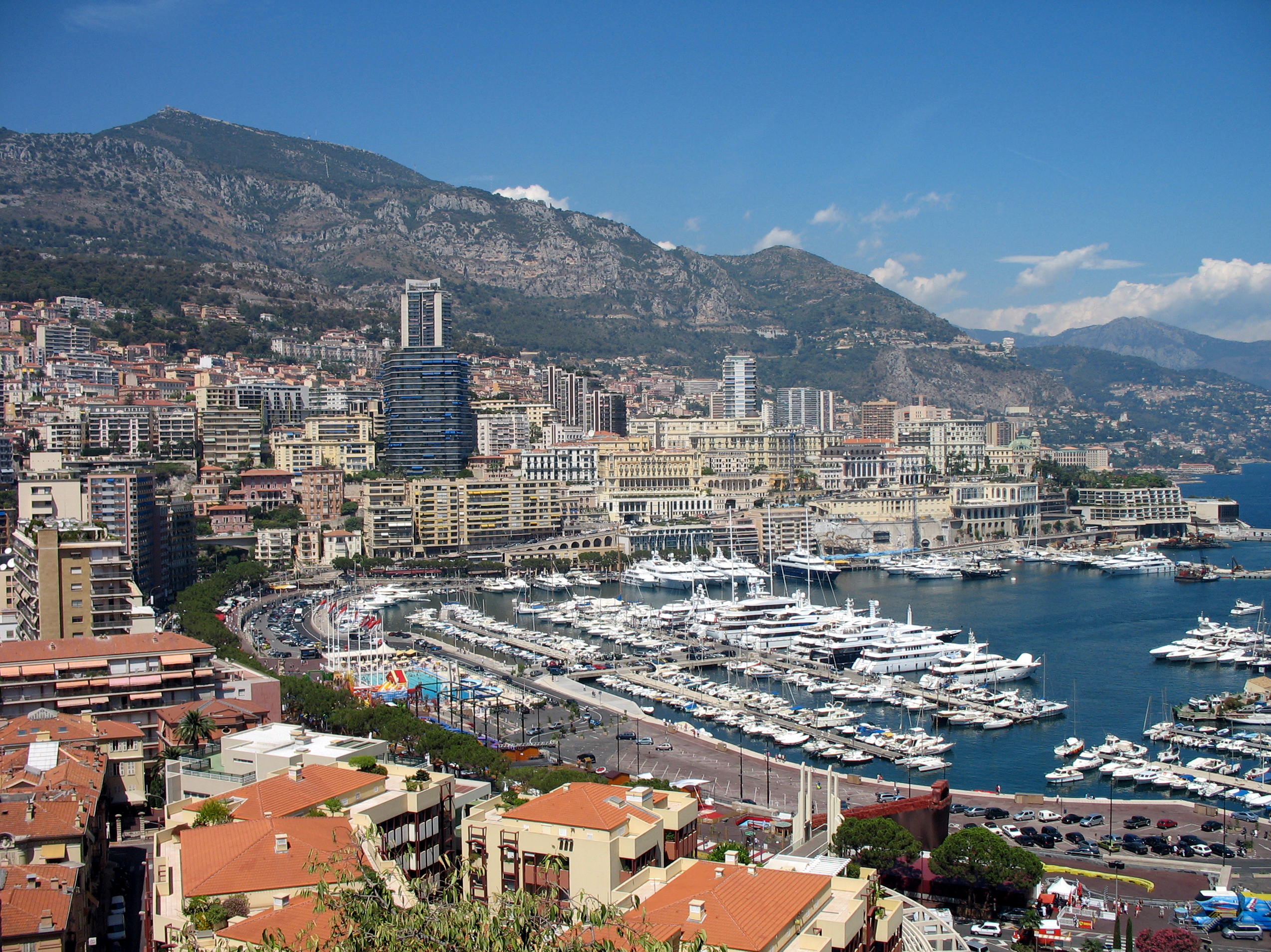
El Mont Agel visto desde Monte Carlo
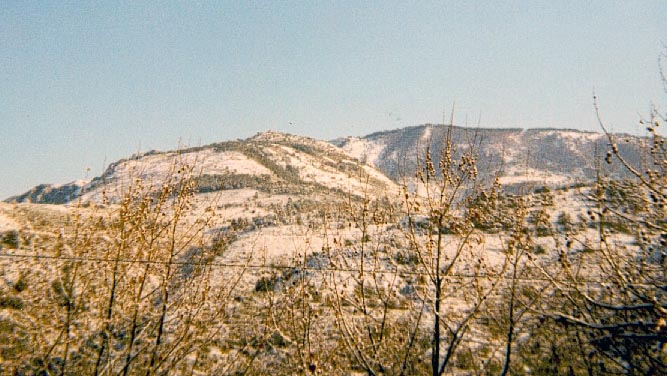
El monte Férion visto desde Tourrette-Levens